# 순수의 순간
《순수의 순간》(A Moment Of Innocence, Nun Va Goldoon)은 프랑스에서 제작된 모흐센 마흐말바프 감독의 1996년 영화이다. 모흐센 마흐말바프 등이 주연으로 출연하였고 Abolfazl Alagheband 등이 제작에 참여하였다.

## 출연

### 주연
- 모흐센 마흐말바프

## 기타
- 미술: Reza Alaqeband